# الجرن (السدة)

تعديل مصدري - تعديل

الجرن محلة تابعة لقرية بيت الاشول، التابعة لعزلة العرافة بمديرية السدة إحدى مديريات محافظة إب في الجمهورية اليمنية.، بلغ تعداد سكانها 91 حسب تعداد اليمن لعام 2004.